# Associazione Sportiva Andria BAT 2008-2009
Questa pagina raccoglie le informazioni riguardanti l'Associazione Sportiva Andria BAT nelle competizioni ufficiali della stagione 2008-2009.

## Rosa
| N. |                           | Ruolo | Calciatore              |
| -- | ------------------------- | ----- | ----------------------- |
|    | Italia (bandiera)         | P     | Remo Amadio             |
|    | Italia (bandiera)         | A     | Simone Nicola Cavaliere |
|    | Italia (bandiera)         | C     | Michele Cazzarò         |
|    | Italia (bandiera)         | D     | Luca Ceppitelli         |
|    | Italia (bandiera)         | C     | Nicola De Santis        |
|    | Argentina (bandiera)      | A     | Julián Di Cosmo         |
|    | Italia (bandiera)         | D     | Luigi Di Simone         |
|    | Costa d'Avorio (bandiera) | C     | Almamy Doumbia          |
|    | Italia (bandiera)         | D     | Aris Falzone            |
|    | Italia (bandiera)         | D     | Daniele Fruci           |
|    | Italia (bandiera)         | D     | Paolo Goisis            |
|    | Italia (bandiera)         | C     | Alfonso Iennaco         |
|    | Italia (bandiera)         | A     | Riccardo Lattanzio      |
|    | Italia (bandiera)         | D     | Savino Losito           |

| N. |                    | Ruolo | Calciatore         |
| -- | ------------------ | ----- | ------------------ |
|    | Italia (bandiera)  | A     | Mattia Mastrolilli |
|    | Italia (bandiera)  | A     | Mattia Menichini   |
|    | Italia (bandiera)  | C     | Alessio Morale     |
|    | Italia (bandiera)  | C     | Pasquale Ottobre   |
|    | Italia (bandiera)  | C     | Mario Rebecchi     |
|    | Italia (bandiera)  | C     | Alberto Rescio     |
|    | Italia (bandiera)  | C     | Salvatore Rizzi    |
|    | Italia (bandiera)  | C     | Ivan Romito        |
|    | Italia (bandiera)  | D     | Gianluca Sgarra    |
|    | Italia (bandiera)  | P     | Filippo Spitoni    |
|    | Italia (bandiera)  | D     | Pietro Sportillo   |
|    | Italia (bandiera)  | C     | Nicola Strambelli  |
|    | Francia (bandiera) | A     | Ousmane Sy         |